# Vaast Leysen
Gaston (Vaast) Leysen (Antwerpen, 1 juni 1921 – Brasschaat, 22 maart 2016) was een Belgisch ondernemer, bankier en hoogleraar.

## Levensloop
Hij was het oudste kind (zoon) van Petrus Franciscus (Frans) Leysen (1892-1966) en Thérésia Alina Scheyltjens (1894-1975). Na de basisschool Sint-Edmonduscollege te Antwerpen (in de wijk Zurenborg) begon hij zijn middelbareschoolopleiding in 1933 aan het Sint-Lievenscollege, een school die was opgericht door Lieven Gevaert - stichter en eerste voorzitter van het Vlaams Economisch Verbond (VEV) - en met een eigen Vlaamsgezind onderwijs- en vormingsproject. Het zou de jonge Vaast in belangrijke mate kneden, iets waarvoor hij zich later steeds erg dankbaar toonde. Vervolgens studeerde hij aan de Katholieke Universiteit Leuven en werd er doctor in de rechten, licentiaat in het notariaat en baccalaureaat in de wijsbegeerte. Aan het begin van de jaren veertig werd hij er assistent in de rechtsfaculteit en van 1950 tot 1986 was hij er lector, buitengewoon docent en buitengewoon hoogleraar aan de faculteit Economische en Toegepaste Economische Wetenschappen.
In 1968 stond hij mede aan de wieg van de krant Financieel Economische Tijd. Van 1970 tot 1976 was Leysen voorzitter van het VEV. Hij liet deze werkgeversorganisatie nauwer samenwerken met de Kamers van Koophandel, wat uiteindelijk leidde tot het ontstaan van de Voka. Hij werkte ook actief mee aan het uittekenen van de communautaire hervorming van het unitaire België en het opvoeren van de Vlaamse beleidsautonomie. Best gekend is Vaast Leysen als man die de bedrijven Bank J. Van Breda en Co en Vanbreda Risk & Benefits, samen met Frans Van Antwerpen groot maakte, toen beide bedrijven nog in handen waren van de families Leysen en Van Antwerpen. Het bankbedrijf werd nadien verkocht aan de investeringsmaatschappij Ackermans & van Haaren. Maar de verzekeringsgroep Vanbreda Risk & Benefits is nog altijd in handen van de beide families. De huidige voorzitter ervan, Mark Leysen, is een zoon van hem. Daarnaast was Vaast Leysen ook bestuurder bij de NMBS en bij Sabena.
Tevens was hij voorzitter van het Rode Kruis-Vlaanderen en van het Wereldnatuurfonds België. Voor zijn inzet werd hij in 2005 door koning Albert II benoemd tot Grootofficier in de Leopoldsorde. Kardinaal Laurent Monsengwo Pasinya, de aartsbisschop van Kisangani, was tijdens zijn studies in de jaren zestig door hem onder zijn hoede genomen en werd de pleegzoon van het echtpaar.
Leysen overleed op 22 maart 2016 in zijn huis te Brasschaat, bijna 95 jaar oud.